# Haga (Uppland)
 For alternative betydninger, se Haga. (Se også artikler, som begynder med Haga)
Haga er en landsby i Enköpings kommun i Uppsala län i Uppland,  Sverige. I 2005 havde landsbyen 236 indbyggere. Haga ligger ved Haga Slot, nogle kilometer syd for  Enköping.
59°36′N 17°03′Ø / 59.600°N 17.050°Ø